# Osmussaar
Osmussaar (svédül: Odensholm) sziget Észtországban, a Balti-tengeren. A Finn-öböl bejáratánál, Észtország szárazföldjétől 7,5 km-re fekszik. Lääne megye Noarotsi vidéki önkormányzatához tartozik. Területe 4,8 km².
A szovjet megszállás előtt mintegy 300 fő, nagyrészt észtországi svédek éltek a szigeten. Svéd neve (Odensholm) Odin viking istenről kapta a nevét, aki a legenda szerint a szigeten van eltemetve. Napjainkban mindössze két fő állandó lakosa van. A sziget természetvédelmi terület.